# Pennantia corymbosa
Pennantia corymbosa är en tvåhjärtbladig växtart som beskrevs av Johann Reinhold Forster och Georg Forster. 
Pennantia corymbosa ingår i släktet Pennantia och familjen Pennantiaceae. Inga underarter finns listade i Catalogue of Life.

## Bildgalleri

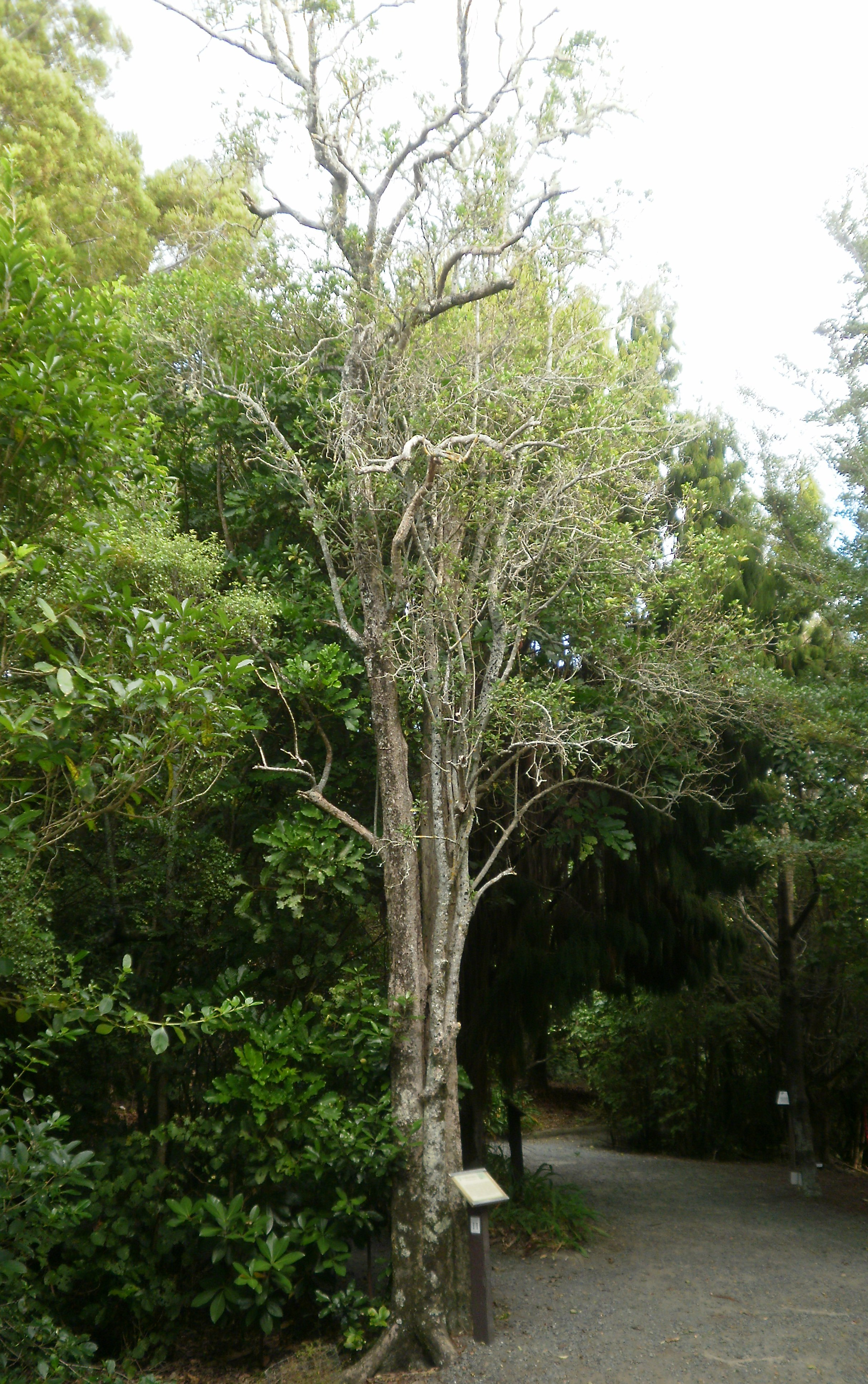